# Actus primus
Actus primus (o "atto primo", "prima attualità") è un'espressione tecnica usata nella filosofia scolastica.
La parola latina actus significa "determinazione", "complemento". In ogni ente esistono molteplici atti che sono subordinati: l'esistenza suppone l'essenza, il potere suppone l'esistenza, l'azione presuppone la facoltà. La prima realtà (actus primus) inizia una serie, non suppone nessun'altra realtà che la preceda nella stessa serie, bensì richiede un ulteriore complemento, cioè la seconda realtà la quale lo segue (actus secundus).
Un elemento della serie è chiamato "atto" rispetto a ciò che precede e "potenza" rispetto a ciò che segue. Il composto di materia e forma è realtà prima rispetto a tutte le sue determinazioni successive. Esso, che è la quantità estensiva di sostanza, è una realtà prima rispetto alla forma. Mentre la materia prima è pura potenza, la forma sostanziale è a sua volta è la sua prima determinazione, la sua prima realtà. La facoltà è l'atto primo quando comparato all'azione.
E questa è l'applicazione più frequente dei termini actus primus e actus secundus: il primo è la facoltà, mentre il secondo l'esercizio o la funzione. Ad esempio, vedere in actu primo significa semplicemente avere il senso della vista, mentre vedere in actu secondo è compiere effettivamente atti di visione. La moderna distinzione tra energia potenziale ed energia cinetica potrebbe servire come ulteriore esemplificazione: la pistola carica, o il motore con accumulo di vapore, rappresentano le prime realtà; il proiettile che corre verso il bersaglio, il motore che si muove sui binari, rappresentano una seconda realtà.